# Abdourahman Mbafumu
 (avril 2025).
La mise en forme du texte ne suit pas les recommandations de Wikipédia : il faut le « wikifier ».
Les points d'amélioration suivants sont les cas les plus fréquents. Le détail des points à revoir est peut-être précisé sur la page de discussion.
- Les titres sont pré-formatés par le logiciel. Ils ne sont ni en capitales, ni en gras.
- Le texte ne doit pas être écrit en capitales (les noms de famille non plus), ni en gras, ni en italique, ni en « petit »…
- Le gras n'est utilisé que pour surligner le titre de l'article dans l'introduction, une seule fois.
- L'italique est rarement utilisé : mots en langue étrangère, titres d'œuvres, noms de bateaux, etc.
- Les citations ne sont pas en italique mais en corps de texte normal. Elles sont entourées par des guillemets français : « et ».
- Les listes à puces sont à éviter, des paragraphes rédigés étant largement préférés. Les tableaux sont à réserver à la présentation de données structurées (résultats, etc.).
- Les appels de note de bas de page (petits chiffres en exposant, introduits par l'outil «  Source ») sont à placer entre la fin de phrase et le point final[comme ça].
- Les liens internes (vers d'autres articles de Wikipédia) sont à choisir avec parcimonie. Créez des liens vers des articles approfondissant le sujet. Les termes génériques sans rapport avec le sujet sont à éviter, ainsi que les répétitions de liens vers un même terme.
- Les liens externes sont à placer uniquement dans une section « Liens externes », à la fin de l'article. Ces liens sont à choisir avec parcimonie suivant les règles définies. Si un lien sert de source à l'article, son insertion dans le texte est à faire par les notes de bas de page.
- La présentation des références doit suivre les conventions bibliographiques. Il est recommandé d'utiliser les modèles {{Ouvrage}}, {{Chapitre}}, {{Article}}, {{Lien web}} et/ou {{Bibliographie}}. Le mode d'édition visuel peut mettre en forme automatiquement les références.
- Insérer une infobox (cadre d'informations à droite) n'est pas obligatoire pour parachever la mise en page.

Pour une aide détaillée, merci de consulter Aide:Wikification.
Si vous pensez que ces points ont été résolus, vous pouvez retirer ce bandeau et améliorer la mise en forme d'un autre article.
 (avril 2025).
Abdourahman bin Sultan Mbafumu Al Ba Wazir, surnommé Nguzo (le pilier), est un homme politique comorien originaire de Mbeni, dans la région de Hamahamet sur l'île de Ngazidja aux Comores. Il a occupé la fonction de Premier ministre sous le règne du dernier sultan des Comores, Saïd Ali ben Saïd Omar Al Macely.

## Origine et famille
Abdourahman Mbafumu est né à Mbeni dans la famille Kuroibweni qui est une maison de la lignée Inya Mnamwando, une lignée royale de Mbeni. Cette lignée est aussi une sous famille de l'Inya Fwambaya. Il est le fils du sultan du Hamahamet, Mbafumu bin Boina Hadji. Il appartient à la lignée Ba Wazir, une prestigieuse famille arabe d’origine abbasside installée aux Comores via Moussa bin Abdourahman un immigré venant de Paté, dans l'archipel de Lamu. Il faisait également partie de l’Inya Fwambaya, qui est l'une des dynasties royales des Comores.

## Mariages et descendance
Abdourahman Mbafumu contracta plusieurs mariages à travers les Comores, consolidant ainsi des alliances politiques et sociales dans différentes régions : Mbeni (où il eut plusieurs épouses),Gnamdobweni,Ntsoudjini, où il se maria Ho Ivogo (une des maisons de la ville de Ntsudjini) et eut une fille, Mhaza wa Abdourahman Mbafumu, qui épousa Ali Boina Mkuwu. À Ipvoini,Moroni, où il se maria avec Roukia Cheikh Ahmed Said Bacar, fille de Kalathoumi wa Mwigni Mkou, et eut trois filles : Wazir, Mariama, Amina wa Abdourahman et dans bien d'autres villes.

## Rôle politique
Abdourahman Mbafumu fut un conseiller influent et écouté du sultan Saïd Ali ben Saïd Omar. Il occupa la fonction de Premier ministre et joua un rôle déterminant dans l’administration du sultanat. Il était surnommé Abdourahman Nguzo (Abdourahman, le pilier) en raison de son importance dans la stabilité politique de l’État.

## L’épisode du palais Dhwahira
En 1893, le sultan ordonna la construction du palais royal Dhwahira à Moroni. Chaque région devait contribuer en fournissant des pierres. Abdourahman Mbafumu, représentant du Hamahamet s’opposa à cette obligation pour sa région, allant jusqu’à menacer de démissionner de son poste.
Le jour venu, aucune pierre ne fut livrée par le Hamahamet. Le sultan déclara alors :
« Eka Abdourahman Nguzo harwaya yapvo mfaume harwaya » Si Abdourahman Nguzo apporte des pierres, c'est comme si le Sultan lui-même en apporte.)
Par cette déclaration, le Hamahamet fut exempté de l’impôt en pierres, illustrant la profonde reconnaissance du sultan envers la loyauté et le poids politique de son ministre.

## Héritage
Abdourahman Mbafumu demeure une figure marquante de la fin du sultanat comorien. Il est encore aujourd’hui cité dans les traditions orales comme un homme sage, ferme et profondément engagé dans la gouvernance de l’époque.